# Gehad Grisha
Gehad Grisha (Mansura, 29 febbraio 1976) è un arbitro di calcio egiziano.

## Carriera
Arbitro della massima serie egiziana, Gehad Grisha è stato nominato internazionale nel 2008.
Nel gennaio del 2012 è selezionato dalla CAF per la Coppa delle nazioni africane 2012, la prima in assoluto nella sua carriera. Nell'occasione dirige una partita della fase a gironi e la finale per il terzo posto, quest'ultima tra Ghana e Mali.
Nel gennaio del 2013 è selezionato per la Coppa delle nazioni africane 2013. Il fischietto egiziano dirige una partita della fase a gironi.
Nel gennaio del 2015 è selezionato per la Coppa delle nazioni africane 2015.
Nel marzo 2015 viene resa nota dalla FIFA la sua convocazione al Mondiale Under 20, in programma tra maggio e giugno 2015 in Nuova Zelanda.
Il 2 maggio 2016 viene ufficializzata la sua designazione per il Torneo Olimpico maschile di Rio de Janeiro 2016.
Nel gennaio del 2017 è selezionato per la Coppa delle nazioni africane 2017, dove dirige il match inaugurale tra i padroni di casa del Gabon e la Guinea-Bissau.
Nell'aprile 2017 viene resa nota dalla FIFA la sua convocazione al Mondiale Under 20, in programma tra maggio e giugno 2017 in Corea del Sud.
Il 29 marzo 2018 viene selezionato ufficialmente dalla FIFA per i mondiali di Russia 2018. Qui dirige una gara della fase a gironi, tra Inghilterra e Panama.